# Duffus
Duffus är en by i Moray i Skottland. Byn är belägen 1,5 km 
från Hopeman. Orten har 640 invånare (2001).